# La cieca di Sorrento (film 1953)
La cieca di Sorrento è un film del 1953 diretto da Giacomo Gentilomo.
Il soggetto è tratto dall'omonimo romanzo di Francesco Mastriani, di cui in quell'anno ricorreva il centenario dalla prima pubblicazione.

## Trama
Inizio XIX secolo. Nella Napoli borbonica, Andrea Pisani si reca a Sorrento nella villa dei marchesi Rionero per prendere in consegna del denaro da destinare alla causa rivoluzionaria. Durante il suo soggiorno, un ladro irrompe nella residenza dei Rionero e, sorpreso a rubare, uccide la marchesa e colpisce alla testa Beatrice, la sua bambina. Pisani viene accusato del delitto e, non potendo tradire la causa, si lascia giustiziare. Dieci anni dopo, suo figlio Oliviero si laurea in medicina e, determinato a ristabilire la verità, si reca a Sorrento dove il marchese, portato alla rovina dal notaio Basileo, suo amministratore, conduce una vita povera e ritirata insieme alla figlia rimasta cieca a seguito del trauma. Oliviero propone al marchese di curare sua figlia, ma al suo progetto si oppone Carlo Basileo, nipote del notaio e vero assassino della marchesa. Quando Oliviero opera Beatrice, Carlo tenta di farla uccidere temendo di poter essere riconosciuto, ma Oliviero glielo impedisce. Carlo muore e Beatrice, riacquistata la vista, può sposare Oliviero.

## Produzione
La pellicola, che rientra nel filone strappalacrime, molto in voga tra il pubblico in Italia tra la metà degli anni quaranta e la metà degli anni cinquanta, poi ribattezzato dalla critica con il termine neorealismo d'appendice, venne realizzata negli stabilimenti di Cinecittà.

## Distribuzione
La pellicola venne distribuita nelle sale cinematografiche italiane nel febbraio del 1953.
Venne poi distribuita anche in Francia, con il titolo Prisonniére des ténèbres.

## Accoglienza
Il film riscosse molto successo tra il pubblico.

## Opere correlate
Il romanzo di Mastriani era stato già trasposto per il grande schermo l'anno precedente, con la pellicola diretta da Enrico Bomba intitolata Prigionieri delle tenebre.